# Universitat d'Arts d'Osaka
La Universitat d'Arts d'Osaka (大阪 芸 術 大学, Ōsaka Geijutsu Daigaku) és una universitat d'arts privada situada a Kanan, districte de Minamikawachi, prefectura d'Osaka, ciutat del Japó.
La universitat va ser fundada per Hideyo Tsukamoto, el 1945, com Hirano English Cram School (平野 英 学 塾, Hirano Eigakujuku), canviant el seu nom pel d'Escola de Belles Arts d'Osaka (大阪 美術 学校, Ōsaka Bijutsu Gakkō) el 1957, i després pel d'Universitat de les Arts de Naniwa (浪 速 芸 術 大学, Naniwa Geijutsu Daigaku) el 1964. La universitat va adoptar el nom actual el 1966.
La universitat és membre de l'Associació de Col·legis d'Art Independents del Japó. Ofereix estudis d'arts, disseny, manualitats, etc. El campus univeritario, que és aproximadament 10 vegades més gran que l'estadi Koshien a Minamikawachi, és conegut com Art Forest i té diverses instal·lacions, com ara, un centre d'informació d'art, amb un orgue de tubs i un teatre amb capacitat per a 600 persones. Els estudiants de les diferents disciplines comparteixen espais, de manera que s'afavoreix la interacció entre els diferents departaments.
Entre els graduats de la universitat hi ha moltes persones notables com per exemple el director de cine Nobuhiro Yamashita.